# Hilde Østbø
Hilde Østbø-Jørgensen, née le 1er septembre 1974 à Stavanger, est une ancienne handballeuse internationale norvégienne. Elle a notamment évolué au Sola IL.
Avec l'équipe de Norvège, elle participe notamment aux jeux olympiques de 1996.